# Motti
Pour les articles homonymes, voir Motti (homonymie).
Motti est un mot de l'argot militaire finlandais désignant une unité ennemie encerclée. Cette tactique d'encerclement a été utilisée de façon intensive par les forces finlandaises pendant la guerre d'Hiver et la guerre de Continuation avec de bons résultats, en particulier lors de la bataille de Suomussalmi. 
L'idée consiste à isoler les colonnes ou les groupes de combat ennemis en des formations plus petites pour les encercler d'abord au moyen de troupes légères et mobiles, notamment des éclaireurs à ski pendant les périodes hivernales. Cette technique s'était montrée particulièrement efficace contre certaines unités mécanisées de l'Armée rouge qui ne pouvaient que se déplacer lentement sur les routes. Les éclaireurs finlandais, quant à eux, pouvaient se déplacer rapidement dans la forêt, et attaquaient ainsi les points faibles des unités ennemies. Une fois ces petites poches d'unités ennemies constituées, le commandement finlandais pouvait s'occuper de ces zones une à une, en dépêchant des forces ponctuellement afin de les réduire. 
Si l'unité encerclée s'avérait trop forte, ou si la réduction de la poche risquait d'entraîner d'importantes pertes du fait de tirs amis, par exemple du fait d'un manque d'équipement lourd, le motti était habituellement laissé « à cuire » jusqu'à ce qu'il soit à court de vivres ou de munitions et qu'il soit alors en mesure d'être détruit. Les plus gros mottis parvenaient à tenir jusqu'à la fin des conflits parce qu'ils pouvaient être ravitaillés par voie aérienne. 
Le mot motti (emprunté au suédois mått, « mesure ») signifie « stère ». Lorsque le bois de chauffe était ramassé, les bûches étaient débitées en tronçons et entreposées par tas cubiques d'un m³, qui étaient laissés éparpillés dans la forêt afin d'être récupérés plus tard. 